# Верховный суд Нидерландов

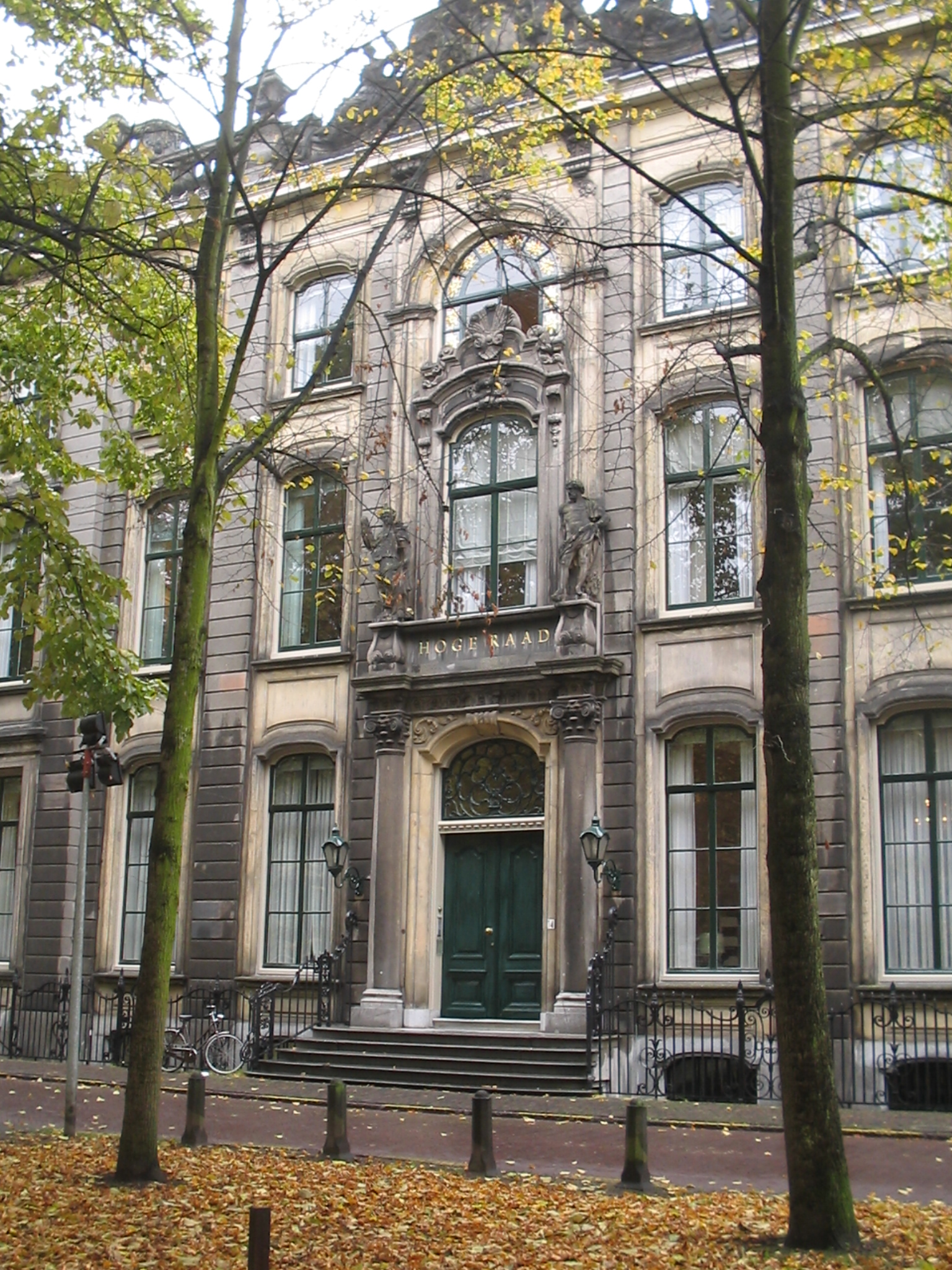
Здание Верховного суда Нидерландов в Гааге с 1988 по 2016 год.

Верховный суд Нидерландов, дословно Высший совет (нидерл. Hoge Raad der Nederlanden) — один извысших судебных органов в судебной системе Нидерландов наряду с Отделом административного правосудия Государственного совета Нидерландов (De Afdeling bestuursrechtspraak van de Raad van State), Центральным апелляционным советом (Centrale Raad van Beroep) и Апелляционной коллегией в сфере бизнеса (College van Beroep voor het bedrijfsleven). Решения Верховного суда Нидерландов являются окончательными, обязательными для всех нижестоящих судов и не могут быть обжалованы (исключение - жалобы в ЕСПЧ). 

## История
Высший совет учреждён 1 октября 1838 года. Судьи ВС назначаются королевским указом из списка трёх кандидатов, утверждённых Второй палатой Генеральных штатов Нидерландов. Эти кандидаты, в свою очередь, утверждаются по рекомендации самого Верховного суда (аналогичная система имеется в Верховном суде Японии). Судьи несменяемы; возраст отставки по возрасту — 70 лет.
Суд состоит из председателя, максимум 7 вице-председателей, максимум 30 судей («господ Совета», raadsheren) и максимум 15 чрезвычайных судей.
Верховный суд принимает кассации на решения апелляционных судов второй инстанции (Gerechtshof) и апелляционных судов Арубы и Нидерландских Антильских островов. Разбирает дела гражданские, уголовные и связанные с налогами, не уполномочен в административных делах. Не имеет полномочий конституционного суда (конституционный контроль в Нидерландах отсутствует). Однако ряд прецедентных решений Верховного суда имеют большое значение, сопоставимое с конституционным, например, в 1988 году в деле о забастовке железнодорожных служащих суд придал прямое действие положению Европейской социальной хартии (ст. 6(4)) о праве на забастовку.